# Neivamyrmex iheringi
Neivamyrmex iheringi är en myrart som först beskrevs av Auguste-Henri Forel 1908.  Neivamyrmex iheringi ingår i släktet Neivamyrmex och familjen myror. Inga underarter finns listade i Catalogue of Life.